# Manam jezici
Manam jezici (privatni kod: manm), jedna od dviju podskupina jezične skupine kairiru-manam, koja obuhvaća (6) jezika iz Papue Nove Gvineje. Predstavnici su: 
- Biem ili bam [bmc], 2.200 (2000 popis).
- Kis [kis], 220 (2000 D. Tryon).
- Manam ili manum [mva], 7.950 (2003 SIL).
- Medebur [mjm], 510 (2003 SIL).
- Sepa [spe], 700 (2003 SIL).
- Wogeo [woc], 1.620 (2003 SIL).

## Vanjske poveznice
- Ethnologue (14th)
- Ethnologue (15th)